# Schülerschule (Pinneberg)
Die Schülerschule in Pinneberg-Waldenau ist eine Alternativschule mit einem der Inklusion und der individuellen Leistungsförderung verpflichteten besonderen pädagogischen Konzept.

## Lage
Die Schule liegt im Pinneberger Stadtteil Waldenau-Datum im Hamburger Umland.

## Geschichte
Die Schülerschule wurde 1983 von einer Eltern-Lehrer-Initiative unter dem Namen „Schülerschule Schenefeld“ als integrative Schule für Kinder mit und ohne Behinderung gegründet und erhielt 1985 die staatliche Anerkennung als Ersatzschule. Im Jahre 1985 wurde der Schulbetrieb in Schenefeld im Gebäude der heutigen Volkshochschule in der Blankeneser Chaussee aufgenommen.
1990 zogen die Klassen 6 bis 9 in ein historisches Gebäude in Pinneberg-Waldenau, das ehemalige Gutshaus Waldenau. 2001 erfolgte der Erwerb, 2006 eine Renovierung und Erweiterung des Standortes Waldenau und die Aufgabe des Standortes in Schenefeld, so dass seitdem alle Klassen dort unter einem Dach unterrichtet werden.

## Pädagogische Besonderheiten
Pädagogische Leitgedanken des Schulkonzeptes ist ein ganzheitlicher Ansatz, die – im Rahmen der durch Lehrplan und Organisationsform mögliche – offene Unterrichtsform, Leistungsförderung und Inklusion. Ein gemeinsames inklusives Schulleben von Menschen mit und ohne Behinderung, mit unterschiedlichem Lerntempo und den verschiedensten Begabungen ist fester Bestandteil des Schulkonzepts. Die Schule ermöglicht als Schulabschluss den Ersten Allgemeinbildenden Schulabschluss ESA, den Mittleren Schulabschluss MSA und den Förderschulabschluss und qualifiziert Schüler als staatlich anerkannte Ersatzschule für den Übergang auf weiterführende Schulen (Handelsschule, Fachschule, Gemeinschaftsschule oder Gymnasium) oder ins Berufsleben. In individueller Förderung werden Kinder und Jugendliche aller Leistungsniveaus, auch mit erhöhtem Förderbedarf, bis zum Abschluss der 10. Klasse gemeinsam binnendifferenziert unterrichtet.
Besonderer Wert wird auf die Erweiterung der sozialen Kompetenzen der Schüler gelegt. Die Einrichtung auch jahrgangsübergreifender Lerngruppen fördert das soziale Miteinander.
Der Unterricht, dessen Inhalt durch die Lehrpläne des Landes Schleswig-Holstein geregelt ist, findet in Klassen zu maximal 23 Schülern statt. Pro Jahrgangsstufe gibt es eine Klasse. Die Schülerschule ist eine Offene Ganztagsschule mit freiwilligen Nachmittagsangeboten.
Eine weitere Besonderheit dieser alternativen Schule ist, dass Noten (in Form des Notensystems von 1 bis 6) erst ab der neunten Klasse vergeben werden. Differenzierte Formen der Leistungsrückmeldung wie zum Beispiel die persönliche Ansprache in Berichtszeugnissen und Beurteilungsgesprächen beschreiben in den Klassen 1 – 8 die individuellen Kompetenzen und Entwicklungsmöglichkeiten der Schüler. Weiter können so auch Hinweise gegeben werden, wie etwas verbessert werden kann.
Ein Elternverein trägt die Schule. In der Selbstverwaltung der Schule wirken Schüler, Lehrer und Eltern mit. Das Schulleben ist durch Vernetzung von Schülern, Lehrern und Eltern gekennzeichnet.